# Poppler
Poppler — библиотека для рендеринга PDF-файлов. Poppler основана (форк) на кодовой базе программы Xpdf и разрабатывается в рамках проекта Freedesktop.org.
Poppler является свободным программным обеспечением, написанным на языке программирования C++ и предназначенным для работы в Linux и других UNIX-подобных операционных системах.

## Утилиты
В пакет Poppler входит несколько консольных утилит для работы с PDF-файлами:
- pdfdetach — отображает наличие и извлекает встроенные файлы.
- pdffonts — анализатор шрифтов.
- pdfimages — извлекает изображения.
- pdfinfo — отображает свойства документа.
- pdfseparate — извлечение отдельных страниц.
- pdftocairo — конвертер в форматы PNG, JPEG, PDF, PS (PostScript), EPS, SVG с использованием Cairo.
- pdftohtml — конвертер в HTML.
- pdftoppm — конвертер в изображения PPM, PNG, JPEG.
- pdftops — конвертер в PS.
- pdftotext — конвертер в текстовый файл.
- pdfunite — объединение документов.

## Использующие Poppler программы
- Evince[5]
- Okular[6]
- Inkscape, начиная с версии 0.46, позволяет редактировать PDF благодаря использованию на промежуточном этапе программы Poppler
- GIMP и др.[7].